# Михаил Кънчев
Михаил Иванов Кънчев е български политически деец – комунист, участник в събитията през септември 1923 г. в Северозападна България. Патрон на село Михайлово (Област Враца).

## Биография
Михаил Кънчев е роден през 1863 г. в село Долна Гнойница (сега Михайлово). Завършва училището в селото и класното прогимназиално училище в Лом. Учителства 4 години в селото и работи като бирник, както и в Русенско и Враца.
Кънчев е инициатор за създаването на комунистическа партийна организация в селото през 1919 г. Той е регионален ръководител на Септемврийското въстание през 1923 г. за селата от поречието на р. Огоста. След потушаването на въстанието неговите съидейници избягват в Югославия и той се самоубива на 30 септември 1923 г.

## Преименуване на селото
Въпреки противоречивите спомени които е оставил в съселяните си, по настояване на партийната организация, родното му село е преименувано на неговото име с указ №191 на Президиума на Народното събрание (ДВ 95/22.04.1950).